# Toxorhina yamma
Toxorhina yamma là một loài ruồi trong họ Limoniidae. Chúng phân bố ở miền Australasia.